# Unicornio (finanzas)

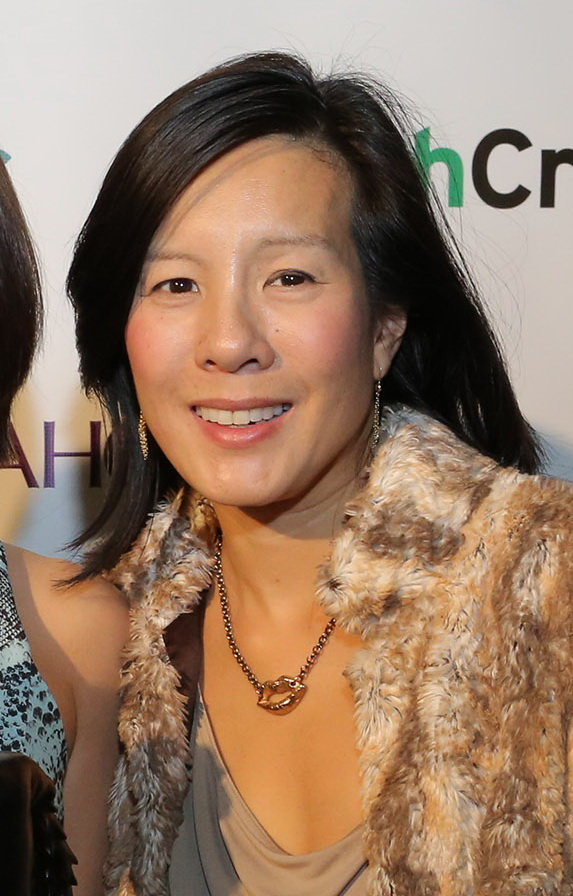
Aileen Lee entre bastidores en Crunchies 2013.

En economía, un unicornio (en inglés: unicorn) es una startup valorada en más de mil millones de dólares, que no cotiza en bolsa y no es filial de un gran grupo. El nombre «unicornio» fue acuñado por Aileen Lee en 2013.

## Historia
Aileen Lee es una especialista estadounidense en capital de riesgo que en 2013 realizó un estudio demostrando que menos del 0,1 % de las empresas en las que los fondos de capital riesgo invertían alcanzaban valoraciones superiores a mil millones de dólares.
Para reservar la mejor publicidad a su análisis, buscó un término atractivo para calificar estas inversiones raras. Entonces, encontró que la palabra «unicornio» era perfecta, porque se refiere a algo raro, relacionado con los sueños y la fantasía heroica, una cultura compatible con la de los geeks. Desde entonces, el término se utiliza para describir estas startups que alcanzan una valoración de al menos mil millones de dólares y que basan su modelo económico en un rápido crecimiento financiado por fondos externos antes de centrarse en su rentabilidad y sus ingresos. Los unicornios en Estados Unidos contribuyen a inflar una nueva burbuja: «No se trata de una burbuja bursátil, como en los años 2000, sino que inversores privados apuestan sumas colosales en estas empresas, llevándolas a alcanzar niveles de valoración desproporcionados en comparación con los beneficios que generan.».

## Tipología
Las startups enumeradas aquí tienen características comunes:
- Basarse en nuevas tecnologías;
- Valer al menos 1.000 millones de dólares;
- Tener un crecimiento rápido;
- Ser joven (menor de 10 años);
- No estar cotizada en bolsa.

Los sectores en los que operan las start-ups son muy diversos. Con el tiempo, surgen nuevos términos para designarlos. En todos casos, las startups son innovadoras y crean un nuevo mercado.

## Clasificación
Los grandes unicornios primero fueron inicialmente denominadas «superunicornios», antes de dar lugar a una serie de  términos que también terminaban en -cornio. Todos estos términos fueron acuñados en la década de 2010. Hacia 2020, se crearon estos nuevos términos, para categorizar a los unicornios, que alcanzaron un desarrollo fulgurante aún no alcanzado hasta ese momento. Aquí hablamos principalmente de startups chinas o estadounidenses.
| Nombre                               | Valoración                                | Número                                               |
| ------------------------------------ | ----------------------------------------- | ---------------------------------------------------- |
| Unicornio (término surgido en 2013). | De 1 a 10 mil millones de dólares         | más de 600, principalmente estadounidenses y chinos. |
| Decacornio                           | Entre 10.000 y 50.000 millones de dólares | 28                                                   |
| Pentacornio                          | Entre 50 y 100 mil millones de dólares    | 3 (Raya, SpaceX, Didi Chuxing)                       |
| Hectocornio                          | 100 mil millones de dólares y más.        | 1 (ByteDance)                                        |
| Kilocorn                             |                                           | ninguno                                              |

## Ejemplos de unicornios
Por ejemplo, Dropbox, Xiaomi, Snapchat, SpaceX, Pinterest y BlaBlaCar son unicornios.
En agosto de 2015, la revista Fortune enumeró casi 140 unicornios.
Esta terminología se hace eco de los gigantes de la web, tanto estadounidenses y apodados GAFAM (por Google, Apple, Facebook, Amazon, Microsoft), como chinos y apodados BATX (por Baidu, Alibaba, Tencent y Xiaomi), y que dominan el mercado web digital, o incluso NATU (Netflix, Airbnb, Tesla, Uber).

## Ubicaciones
La mayoría de los unicornios, con más de 600, se encuentran en Estados Unidos, luego en China y finalmente en Europa, con una mayor concentración en Beijing que en Silicon Valley.
Consideramos que Francia no está a la vanguardia.

### Unicornios franceses
Al 18 de enero de 2022, Francia cuenta con 25 unicornios.
Lista en orden de capitalización decreciente:
| Nombre               | Valoración (mil millones de dólares) | Última ronda de financiación" (millones de dólares) | Fecha de adquisición del estatus de unicornio | Sector de actividad                                                     |
| -------------------- | ------------------------------------ | --------------------------------------------------- | --------------------------------------------- | ----------------------------------------------------------------------- |
| Doctolib             | 6,1 (5,8 G€)                         | 475 (450 M€)                                        | 20/03/2019                                    | Toma de citas en línea.                                                 |
| Back Market          | 5,8 (5,1 G€)                         | 550 (484 M€)                                        | 11/01/2022                                    | Plataforma de productos tecnológicos reacondicionado.                   |
| Qonto                | 5,0 (4.4 G€)                         | 550 (484 M€)                                        | 11/01/2022                                    | Gestión financiera de pymes.                                            |
| Sorare               | 4.3                                  | 680                                                 | 21/09/2021                                    | Cartas virtuales de jugadores.                                          |
| Dataiku              | 3,7                                  | 400                                                 | 04/12/2019                                    | Ciencas de datos.                                                       |
| Mirakl               | 3,5                                  | 555                                                 | 21/09/2021                                    | Mercados en SaaS.                                                       |
| Veepee               | 3,0                                  | 0                                                   | 20/07/2007                                    | Comercio en línea, venta a distancia.                                   |
| Contentsquare        | 2,8                                  | 500                                                 | 26/05/2021                                    | Análisis del comportamiento de los internautas.                         |
| ManoMano             | 2,6                                  | 355                                                 | 06/07/2021                                    | Plataforma de productos de jardinería y bricolaje.                      |
| Algolia              | 2,25                                 | 150                                                 | 29/07/2021                                    | Desarrollamiento de API para acelerar la búsqueda.                      |
| PayFit               | 2,1                                  | 285                                                 | 5/01/2022                                     | Software de nómina y de gestión de recursos humanos.                    |
| Exotec               | 2,0                                  | 335                                                 | 01/2022                                       | Robots industriales para empresas de comercio electrónico.              |
| Ankorstore           | 2,0 (1,75 G€)                        | 285 (250 M€)                                        | 10/01/2022                                    | Plataforma de comercio electrónico (Marketplace).                       |
| Mistral AI           | 2,0                                  | 420 (385 M€)                                        | 10/12/2023                                    | I.A.                                                                    |
| BlaBlaCar            | 1,6                                  | 200                                                 | 16/09/2015                                    | Coche compartido.                                                       |
| Ledger               | 1,5                                  | 380                                                 | 10/06/2021                                    | Conservación y gestión de activos digitales.                            |
| Spendesk             | 1,5                                  | 114                                                 | 18/01/2022                                    | Gestión de gastos empresariales.                                        |
| IAD                  | 1,4                                  | 360                                                 | 19/02/2021                                    | Anuncios inmobiliarios.                                                 |
| Alan                 | 1,4                                  | 185                                                 | 19/04/2021                                    | Seguro de salud básico.                                                 |
| Voodoo               | 1,2                                  | N.C                                                 | 17/08/2020                                    | Editor de videojuegos móviles                                           |
| Kyriba               | 1,2                                  | 160                                                 | 27/03/2019                                    | Software de gestión de tesorería en la nube.                            |
| Ecovadis             | 1,2                                  | 240                                                 | 09/01/2020                                    | Auditoría de responsabilidad social empresarial (RSE).                  |
| DentalMonitoring     | 1,2                                  | 150                                                 | 21/10/2021                                    | Seguimiento de tratamientos dentales y ortodónticos a distancia con IA. |
| Meero                | 1,1                                  | 230                                                 | 19/06/2019                                    | Conexión entre fotógrafos y empresas.                                   |
| Ivalua               | 1,0                                  | 70                                                  | 21/05/2019                                    | Software de gestión de compras en SaaS.                                 |
| Vestiaire Collective | 1,0                                  | 214                                                 | 03/03/2021                                    | Depósito-venta en el ámbito del lujo y la moda.                         |
| Shift Technology     | 1,0                                  | 220                                                 | 06/05/2021                                    | Detección de fraude en seguros.                                         |
| Aircall              | 1,0                                  | 120                                                 | 23/06/2021                                    | Telefonía en la nube para empresas.                                     |
| Ÿnsect               | 1,0                                  | 372                                                 | 2020                                          | Suplementos alimenticios a base de insectos.                            |
| Swile                | 1,0                                  | 200                                                 | 11/10/2021                                    | Desmaterialización de títulos de pago.                                  |
| Lydia                | ≥1,0                                 | 103                                                 | 8/12/2021                                     | Pago entre particulares.                                                |
| Owkin                | 1,0                                  | 180                                                 | 3/12/2021                                     | Algoritmos predictivos sobre el cáncer.                                 |
| Younited             | 1,1                                  | 60                                                  | 8/12/2022                                     | Crédito al consumo.                                                     |
| Pennylane            | 1,0                                  | 44 (40 M€)                                          | febrero 2024                                  | Contabilidad                                                            |
| Pigment              | 1,0                                  | 145 (130 M€)                                        | abril 2024                                    | Planificación estratégica.                                              |

#### Creación de startups por empleados de unicornio
Muchos empleados unicornios crean startups ellos mismos. Lo hacen mejor que otros empleados debido a su conocimiento del sector. Este fenómeno se conoce como la Mafia Unicornio. Así, según un estudio publicado en 2023, « 25 unicornios franceses han creado 142 startups ». Por ejemplo, 31 startups fueron creadas por empleados de Criteo, 24 por los de BlaBlaCar, 12 por los de Doctolib.